# Coldsteel
Coldsteel ist eine US-amerikanische Power- und Thrash-Metal-Band aus Long Island, New York, die im Jahr 1986 gegründet wurde, sich 1993 auflöste und seit dem Jahr 2012 wieder aktiv ist.

## Geschichte
Die Band wurde im Jahr 1986 vom Schlagzeuger Dominic „Dom“ Mincieli gegründet. In ihren Anfangstagen coverte sie Lieder von Metallica, Slayer, Anthrax, Megadeth und Overkill, begann jedoch schon kurz darauf eigene Lieder zu schreiben. Neben Mincieli gehörten die Gitarristen Sam Ferrara und Joe Catanese sowie der Sänger und Bassist Greg Hock zur Besetzung. Im Sommer 1987 verließen Greg Hock und Joe Catanese die Band wieder. Als Ersatz kamen der Bassist Adam Rosen, der Sänger Troy Norr und der Gitarrist Ave Casas. In dieser Formation nahm die Gruppe ihren ersten Song namens Dead by Dawn auf. Kurz darauf verließ Adam Rosen die Band schon wieder, und Rick Lopez stieg für ihn ein. Danach schrieb die Band weitere Lieder, darunter die Stücke Smashed! und Crackdown. Zudem begann die Band mit den Arbeiten zu ihrem ersten Demo. Noch vor der Veröffentlichung wurde Sam Ferrara durch Joe Shavel ersetzt. Die Band nahm im Jahr 1988 in den Monkey Hill Studios in College Point, New York, ihr erstes Demo namens Dead by Dawn auf. Im Anschluss wurde der Tonträger an diverse Labels gesandt. Etwas später erhielt die Band eine Antwort von Metal Blade Records, die jedoch zwei weitere Lieder forderten. Die Gruppe nahm daraufhin mit Scarred for Life und Madness Overthrown die geforderten zwei Lieder auf. Jedoch konnte die Band auch hierdurch keinen Vertrag bei dem Label erreichen. In der Folge verließ Rick Lopez die Band und wurde durch Greg Hock ersetzt, der zur Band zurückkehrte. Im Sommer 1989 veröffentlichte die Band eine professionell erstellte und verpackte Version von Dead by Dawn, wobei das Demo vier Lieder umfasste. Ein paar Tage später, nachdem die Band die erste Lieferung von Tonträgern erhalten hatte, verstarb Gründungsmitglied Dom Mincieli am 30. Juni 1989 bei einem unverschuldeten Autounfall.
Noch im selben Jahr kam Rob Napolitano als neuer Schlagzeuger zur Band. Daraufhin schrieb man an neuem Material und nahm das nächste Demo Perfect Peace in den Speed of Sound Studios in Franklin Square, New York, auf. Es entwickelte sich zu einem Renner und erreichte eine für Demos ungewöhnlich hohe Auflage. Rob Napolitano verließ im Jahr 1991 wegen musikalischer Differenzen die Band und nach zwei Fehlbesetzungen wurde in Fred Matzelle ein adäquater Ersatz gefunden. Daraufhin erreichte die Band einen Vertrag bei dem deutschen Label Turbo Music. Bei diesem erschien 1992 das Debütalbum Freakboy, das in den Minot Sound Studios in White Plains, New York, aufgenommen wurde. Kurz darauf wurde Fred Matzelle durch Hal Aponte ersetzt. Liveroutine erspielte sich Coldsteel bei Auftritten mit unter anderem Morbid Angel, Annihilator und Reverend. Für das Jahr 1992 plante die Band eine kleine Europatournee, die jedoch abgesagt werden musste, da Turbo Music seinen Betrieb einstellte. Das Album wurde daraufhin in den USA über JL America und über dessen Sublabels in Europa vertrieben. Im Jahr 1993 löste sich die Band auf.
Das Album wurde im Jahr 1992 über Pavement Recordings und im Jahr 2012 bei Battle Cry Records wiederveröffentlicht. Im Jahr 2012 fand die Band wieder zusammen und veröffentlichte die EP America Idle.

## Stil
Stefan Glas vom Metal Hammer ordnete Freakboy dem Power Metal zu, wobei das Schlagzeug peitsche und der Gesang harmonisch und feurig, aber dennoch eingängig sei. Mike Biller vom Metal Star bezeichnete den Stil als „leicht angefunkten Thrash-Metal“, einzig die Nicht-Demo-Stücke hätten dazu noch packende Melodien. Die „dumpfe Produktion“ und die unreifen Demo-Kompositionen machten den Vergleich mit Anthrax zur Farce. thethrashmetalguide.com bezeichnete die Band als etwas melodischer als Exodus, wobei die Riffs so wütend und schwer wie Pantera und Exhorder seien. Zudem gebe es auch Offbeat-Momente wie auf Death Angels Act III. Holger Stratmann vom Rock Hard hörte auf Freakboy Einflüsse von Mucky Pup, Scatterbrain, Hades und Anthrax heraus.

## Diskografie
- 1988: Dead by Dawn (Demo, Eigenveröffentlichung)
- 1988: Scarred for Life (Demo, Eigenveröffentlichung)
- 1990: Perfect Peace (Demo, Eigenveröffentlichung)
- 1990: North American Thrash Assault (Split mit Tynator, The Horde of Torment, Harter Attack und Decrepit Ūth, Black Box Records)
- 1992: Freakboy (Album, Turbo Music)
- 1992: Bracing the Fall (EP, Turbo Music)
- 2012: The Demo Anthology: 20 Years of NY Thrash (Kompilation, StormSpell Records)
- 2013: America Idle (Single, Eigenveröffentlichung)
- 2013: America Idle (EP, StormSpell Records)